# Великі Будки (пам'ятка археології)
Великі Будки — археологічна пам'ятка, поселення колочинської археологічної культури. Пам'ятник розташований поблизу села Великі Будки Роменського району  Сумської області. Під час розкопок у 1981 році у верхньому шарі заповнення напівземлянки виробничого призначення знайдено скарб VII століття, до складу якого входили залишки срібних прикрас (фібули, браслети, гривні, велика пластинчаста підвіска зі складним орнаментом та ін.), а також цілісні вироби: парні пластинчасті фібули та понад 1200 дрібних нашивних бляшок з олов'яно-свинцевого сплаву. Скарб свідчить про зв'язок племен колочинської культури з Подунав'ям і Балтійським регіоном.